# Maria Orłowska (malarka)
Maria Orłowska z d. Wędrowska (ur. 31 marca 1902 w Warszawie, zm. w 1993 tamże) – polska malarka.

## Życiorys
Studiowała na ASP w Warszawie w latach 1922–1927 w klasie Tadeusza Pruszkowskiego. Odbyła podróże do Włoch i Austrii. Tworzyła malarstwo sztalugowe o tematyce religijnej, portrety oraz witraże. W latach 1945–1947 była nauczycielką rysunku w liceum ogólnokształcącym w Ożarowie Mazowieckim. Miała wystawę indywidualną w Białymstoku w 1933.
Mieszkała w Ożarowie Mazowieckim.

## Twórczość
- obraz św. Rocha w kościele w Cielądzu,
- cykl portretów księży pallotynów w Ołtarzewie,
- witraże w kościołach w Poznaniu i Raszynie,